# Януш Радзивілл (каштелян)
Я́нуш Радзиві́лл (лит. Jonušas Radvila, біл. Януш Радзівіл, пол. Janusz Radziwiłł; 2 липня 1579, Вільнюс — 3 грудня 1620, Чарлін (зараз Поморське воєводство Польщі)) — державний діяч Великого Князівства Литовського. Литовський підчаший (1599–1619), єдиний литовський магнат у лавах повстанців-рокошан проти Сиґізмунда ІІІ Вази у 1606 р.

## Біографія

Герб Труби

Походив з литовського шляхетського роду (гербу Труби). Представник лютеранської лінії князів Радзивіллів — біржайської гілки магнатської родини Великого князівства Литовського. Внук великого гетьмана литовського Миколи Радзивілла «Рудого», син великого гетьмана литовського, віленського воєводи Христофора Радзивілла «Перуна» та його другої дружини — доньки князя Костянтина Василя Острозького Катерини (пом. 1579).
Навчався в кальвіністських школах. Продовжив навчання в Страсбурзькому, Базельському університетах, багато подорожував по Німеччині, Чехії, Австрії, Угорщини, Франції.
У 1600—1602 під час війни Речі Посполитої зі Швецією брав участь у військових діях проти шведських військ в Лівонії, командуючи кінними хоругвами. В 1601 році брав участь у битві під Кокенгаузеном, де командував центром.
Обирався послом сейму в 1603, 1605 і 1606 роках.
7 січня 1606 за 75000 злотих польських продав трьом братам Максимовичам-Ломським маєток Копись. 1611 року мав процес в суді через цей конфлікт. 11 лютого 1612 «наїхав» на нього, забрав собі. 3 березня 1614 знов продав трьом братам Максимовичам-Ломським маєток Копись за 80000 зл. п. за винятком кальвінського збору з селом Волосовичі, передання йому правової опіки над Кописем та селом Кругла коло міста.. У 1612 р. почав володіти маєтком Метявичі.
Виступав проти політики короля Сигізмунда III Вази, який прагнув обмеження прав некатолицьких частини населення Речі Посполитої. В 1606–1607 був одним з очільників рокошу Миколая Зебжидовського (ревний католик) — повстання частини шляхти, магнатів Речі Посполитої проти королівської зовнішньої і внутрішньої політики. Януш Радзивілл — ревний кальвініст — становив певну противагу впливу католика М. Зебжидовського на рокошан. Своїми антиклерикальними виступами здобував все більшу підтримку шляхти.
10 серпня 1606 був обраний маршалком з'їзду шляхти-рокошан в Сандомирі, незважаючи на відсутність. Потім посли Якуб Сененський та Прокоп Пенкославський прибули до нього — він прийняв цю посаду. 14 серпня його «клієнти» на чолі з Чермінським не допустили обрання маршалком рокошу аріянина Я. Сененського — подільського воєводича. Під час цього з'їзду був посередником між рокошанами та краківським каштеляном Янушем Острозьким.
6 серпня 1607 р. командував лівим крилом армії рокошан в битві під Гузовим (недалеко від м. Радом) з королівськими військами. Спочатку його крило вклинилось в крило противника, яким командував Ян Кароль Ходкевич через втечу 4-х коругв. Потім були чутки, що втратив під час неї дорогі речі, таємні документи. За спогадами Яна Пенкальського, під час битви, коли стала зрозумілою поразка рокошан, пересів з коня на кличку «Відвага» на іншого, з'явились чутки про його смерть. Він же добрався до Любліна, потім — Старого Села на Підляшші, де збирав вояків. За свідченнями Я. Радзивілла, Ст. Жолкевський вислав по його «голову» деякого «Добка» з Волині, якого перехопили Лісовський та Руцький, привели до нього, коли перебував в Койданові, потім вбили, незважаючи на його заборону. Після укладення перемир'я 27 липня 1609 з Старого Села виїхав з дружиною Софією, яку залишив у Базелі під опікою охмістра Давида Зальда.
Незважаючи на поразку, повстанці змусили короля Сигізмунда III відмовитися від курсу на зміцнення самодержавної влади та централізованої політики, а рокошани відмовилися від спроби зняти короля з престолу. Згодом помирився з королем; активної участи в державних справах більше не брав.
11 червня 1620 підписав заповіт у Гданську, єдиним опікуном дітей призначив брата Криштофа. Ходили чутки про його намір з військом напасти на сейм, що мав розпочатись 3 листопада. Помер у домі слуги Чарлінського. 16 лютого 1621 року відбулась поховальна церемонія у Вільнюсі, був похований після неї у збудованому ним кальвінському зборі в Дубинках.

## Родина
Був рідним братом громадського та державного діяча Речі Посполитої Христофора Радзивілла (молодшого).
1600 р. одружився з православною княжною Софією з роду Олельковичів-Слуцьких — спадкоємиці Слуцька, Копила(я), які після її смерти 9 березня 1612 (за даними ПСБ, була похована в замковій церкві Слуцька; за даними А. Калнофойського, в Києво-Печерській лаврі існував її надгробок, виготовлений на замовлення чоловіка) перейшли у володіння роду Радзивіллів. У шлюбі з першою дружиною мав одну дитину (або кілька дітей), яка (які) померла(и) невдовзі після народження. Одна з доньок — Катерина — померла через 16 годин після матері.
7 липня 1613 року в Берліні відбувся його урочистий шлюб та весілля з Єлизаветою Софією Бранденбурзькою — дочкою курфюрста Бранденбурга Йоганна Георга. На весіллі був одягнутий по-польськи в оточенні 18 «слуг», серед яких — 2 воєводичі, 2 земські судді. Діти:
- Елізабет Елеонора (5 травня 1615, Гданськ — 5 серпня 1633, Дрезден)
- Іван Юрій (28 листопада 1616, Торгау на Ельбі/[11] —1618) — народився в листопаді 1616, помер через кілька днів
- Софія Агнеса (18 травня 1618, Смользин коло Гданська — 1637, Дрезден)
- Богуслав (3 травня 1620—1669[10][12]) — хорунжий, конюший великий литовський.